# 平溫島
平溫島（英語：Pingvin Island），是南極洲的島嶼，位於伊利沙伯女皇地，處於西冰架西北部，由蘇聯探險隊繪入地圖，該島嶼現時由南極條約體系管理。